# Imunoglobulinski domen
Imunoglobulinski domen je tip proteinskog domena koji se sastoji od dvoslojnog sendviča sa 7 i 9 antiparalelnih β-lanaca koji formiraju β-ravni sa topologijom Grčkog kluča.
Aminokiselinski lanac više puta prelazi iz jedne β-ravni u drugu. Tipičan obrazac je (N-terminalna β-ukosnica u ravni 1)-(β-ukosnica u ravni 2)-(β-lanac u ravni 1)-(C-terminalna β-ukosnica u ravni 2). Prelazi između dve ravni formiraju "X", tako da su N- i C-terminalne ukosnica jedna naspram druge.
Članovi imunoglobulinske superfamilije su prisutni u stotinama proteina sa različitim funkcijama. Primeri tih proteina su antitela, gigantska mišićna kinaza titin i receptorske tirozinske kinaze. Imunoglobulinu slični domeni mogu da učestvujuju u protein–protein i protein–ligand interakcijama.

## Primeri
Ljudski geni koji kodiraju proteine sa imunoglobulinskim domenom:
-{ 
- A1BG
- ACAM
- ADAMTSL1
- ADAMTSL3
- AGER
- ALCAM
- AMIGO1
- AMIGO2
- AXL
- BCAM
- BOC
- BSG
- BTLA
- C10orf72
- C20orf102
- CADM1
- CADM3
- CD200
- CD22
- CD276
- CD33
- CD4
- CDON
- CEACAM1
- CEACAM16
- CEACAM20
- CEACAM21
- CEACAM5
- CEACAM6
- CEACAM8
- CHL1
- CILP
- CNTFR
- CNTN1
- CNTN2
- CNTN3
- CNTN4
- CNTN5
- CNTN6
- CSF1R
- DSCAM
- DSCAML1
- EMB
- F11R
- FAIM3
- FCAR
- FCER1A
- FCGR1A
- FCGR2A
- FCGR2B
- FCGR2C
- FCGR3A
- FCGR3B
- FCRH1
- FCRH3
- FCRH4
- FCRL1
- FCRL2
- FCRL3
- FCRL4
- FCRL5
- FCRL6
- FCRLA
- FGFR1
- FGFR2
- FGFR3
- FGFR4
- FGFRL1
- FLT1
- FLT3
- FLT4
- FSTL4
- FSTL5
- GP6
- GPA33
- GPR116
- GPR125
- HEPACAM
- HLA-DMA
- HLA-DMB
- HLA-DQB
- HLA-DQB1
- HMCN1
- HNT
- HSPG2
- HYST2477
- ICAM3
- ICAM5
- IGHA1
- IGHD
- IGHE
- IGSF10
- IGSF11
- IGSF2
- IGSF21
- IGSF3
- IGSF9
- IL11RA
- IL1R1
- IL1R2
- IL1RAPL1
- IL1RAPL2
- IL1RL1
- IL1RL2
- IL6R
- JAM2
- JAM3
- KIR-123FM
- KIR2DL1
- KIR2DL2
- KIR2DL3
- KIR2DL4
- KIR2DL5A
- KIR2DL5B
- KIR2DLX
- KIR2DS1
- KIR2DS2
- KIR2DS3
- KIR2DS4
- KIR2DS5
- KIR3DL1
- KIR3DL2
- KIR3DL3
- KIR3DS1
- KIT
- L1CAM
- LAG3
- LILRA1
- LILRA2
- LILRA3
- LILRA4
- LILRA5
- LILRA6
- LILRB1
- LILRB2
- LILRB3
- LILRB4
- LILRB5
- LILRP2
- LRIG1
- LRIG2
- LRIG3
- LRIT1
- LRRC4
- LSAMP
- MAG
- MALT1
- MCAM
- MDGA1
- MDGA2
- MERTK
- MFAP3
- MIR
- MIR
- MXRA5
- MYBPC3
- MYOM1
- MYOM3
- NCA
- NCAM1
- NCAM2
- NEGR1
- NEO1
- NFASC
- NOPE
- NPHS1
- NPTN
- NRCAM
- NRG1
- NT
- NTRK3
- OBSCN
- OBSL1
- OPCML
- PAPLN
- PDGFRA
- PDGFRB
- PDGFRL
- PECAM1
- PRODH2
- PSG1
- PSG10
- PSG11
- PSG11s'
- PSG2
- PSG3
- PSG4
- PSG5
- PSG6
- PSG7
- PSG8
- PSG9
- PTGFRN
- PTK7
- PTPRD
- PTPRK
- PTPRM
- PTPRS
- PTPsigma
- PUNC
- PVR
- PVRL1
- PVRL2
- PVRL4
- RAGE
- SCN1B
- SDK1
- SDK2
- SEMA3A
- SEMA3B
- SEMA3E
- SEMA3F
- SEMA3G
- SEMA4D
- SIGLEC1
- SIGLEC10
- SIGLEC11
- SIGLEC12
- SIGLEC14
- SIGLEC6
- SIGLEC7
- SIGLEC8
- SIRPG
- THY1
- TIE1
- TMIGD1
- TMIGD2
- TTN
- TYRO3
- UNC5D
- VCAM1
- VSIG1
- VSIG2
- VSIG4
- hEMMPRIN
- kir3d

 }-

## See also
- Imunoglobulinska superfamilija

## Spoljašnje veze
- SCOP listing of immunoglobulin domains of known structure